# Rom the Space Knight
Rom the Space Knight («Rom, el cavaller espacial») és un personatge de ficció creat el 1979.
Basat en un joguet dissenyat per Scott Dankman, Richard C. Levy i Bryan L. McCoy, comercialitzat per Parker Brothers i batejat Rom en referència a la memòria ROM, es tractava d'un robot humanoide lleugerament articulat, amb un díode emissor de llum i que feia bip-bip. Del ninot se'n varen vendre menys de tres-centes mil unitats —un fracàs comercial—, però la sèrie publicada per Marvel Comics per a capitalitzar la patent durà setanta-cinc números mensuals, fins que el 1986 acabà el contracte d'explotació dels drets per part de Marvel.
D'ençà, les aparicions del personatge a l'univers Marvel han sigut comptades i sota altres noms i, encara que Marvel tampoc té dret a reeditar les històries publicades, els còmics originals es venen a preu de saldo.
A Espanya, la sèrie original fon publicada en castellà per tres editorials barcelonines diferents: Ediciones Vértice (1981), Ediciones Surco (1983) i Comics Forum, com a complement dins de la sèrie Transformers.
Trenta anys després, IDW Publishing adquirí els drets del personatge per publicar nou material a càrrec dels guionistes Christos Gage i Chris Ryall: el número 0, publicat el maig de 2016 per al Free Comic Book Day, revisità l'origen de Rom a mode d'introducció per a una sèrie regular nova, publicada a partir de juliol del mateix any, a més d'un crossover amb altres personatges propietat de Hasbro com Action Man, G.I. Joe, M.A.S.K., els Micronauts i els Transformers. No obstant això, ni IDW ni la productora Paramount Picures —que ostenta els drets cinematogràfics de tots eixos personatges— poden fer ús de tota la història original i els personatges secundaris creats per Mantlo, que encara són propietat de Marvel.
Al maig del 2023, Marvel anuncià una col·laboració amb Hasbro per la qual reeditaria la sèrie original, amb la publicació d'un facsímil del número 1 al setembre d'eixe any i, al gener del 2024, el recopilatori Rom: The Original Marvel Years Omnibus Volume 1 amb els números 1 al 29 de Rom Spaceknight junt amb el 73 de Power Man and Iron Fist i quatre portades diferents, una d'elles inèdita i pòstuma de George Pérez.
Quatre mesos més tard, anuncià la publicació per al 20 de desembre d'un volum especial Rom and the X-Men: Marvel Tales, que recopila els números 17, 18, 31 i 32 de la sèrie original, en els quals Rom coincidix amb la Patrulla X, amb una nova portada de Nick Bradshaw.